# ムラースラ
ムラ（梵: मुर, Mura）あるいはムラースラ (梵: मुरासुर, Murāsura) は、インド神話に登場するアスラである。ダイティヤ族に属する。5つの頭を持ち、7,000人もの息子がいたとされる。ナラカの協力者であったが、ヴィシュヌ神の化身であるクリシュナとの戦いで敗れた。

## 神話
『バーガヴァタ・プラーナ』によると、ナラカが天界から神々の宝物を盗み出したとき、クリシュナは妻の1人サティヤバーマーを連れてガルダの背に乗り、宝物を奪還するためにナラカの居城があるプラーグジョーティシャに赴いた。ムラはプラーグジョーティシャを無数の罠で守っていたが、クリシュナはカウモーダキーと呼ばれる棍棒で居城がある山そのものを破壊し、ムラが仕掛けた罠を剣で切り裂いた。さらに法螺貝パーンチャジャニヤを吹き鳴らして戦士たちの心をくじいた。このときムラは眠っていたが、クリシュナの法螺貝の音で目を覚まし、5つの口から咆哮を上げ、ガルダに乗るクリシュナめがけて武器を投げつけた。クリシュナはムラの投じた武器を矢を放って破壊し、円盤を投げつけてムラの首を切断した。さらに指揮官ピータとともにムラの7人の息子たちタームラ、アンタリクシャ、シュラヴァナ、ヴィバーヴァス、ヴァス、ナバスヴァーン、アルナを殺した。『ヴァ―ユ・プラーナ』によると、クリシュナはヴァジュラでムラと7,000人の息子たちを殺した。